# Die Auswahl
Die Auswahl (Originaltitel: Matched) ist ein Jugendroman der US-amerikanischen Autorin Ally Condie aus dem Jahr 2010 (dt. 2011). Er ist der erste Band einer Trilogie, deren weitere Teile Die Flucht am 20. Januar 2012 und Die Ankunft am 8. Januar 2013 in Deutschland erschienen sind.

## Inhalt

### Handlung
Cassia wird an ihrem siebzehnten Geburtstag mit ihrem jahrelangen besten Freund Xander gepaart. Sie ist überglücklich, dass das System so gewählt hat. Auch wenn sie meint, bereits alles über ihn zu wissen, schaut sie sich daheim den Mikrochip mit Informationen über ihn an. Doch das Bild, das sie sieht, ist nicht von Xander, sondern von Ky. Der ist ebenfalls einer ihrer Freunde und, was sie vorher nicht wusste, eine Aberration. Als solche hätten seine Daten eigentlich nicht im Paarungspool sein dürfen. Eine Funktionärin erklärt Cassia, dass ein einmaliger Fehler passiert sei, sie sich keine Sorgen machen brauche und sie immer noch mit Xander gepaart sei. Doch Cassia muss in der nächsten Zeit immer wieder an Ky denken.
Bei ihrer Sommeraktivität, dem Wandern, begegnet sie ihm wieder und die beiden verbringen viel Zeit miteinander, da sie meistens als erste am Ziel ankommen. So lernen sie sich besser kennen, er erzählt ihr von seiner Kindheit in den Äußeren Provinzen und wie seine Eltern getötet wurden, nachdem sein Vater einen Verstoß begangen hatte. Außerdem bringt er ihr das Schreiben bei, eine Fähigkeit, die nahezu niemand mehr besitzt. Im Gegenzug dazu erzählt Cassia ihm von den beiden Gedichten, die ihr Großvater ihr vor seinem Tod geschenkt hatte. Die Zeilen hat sie im Kopf, da sie das Papier vernichten musste. Nur hundert Gedichte wurden zu Beginn der Gesellschaft behalten. Rasch verlieben sie sich ineinander und Cassia wird von ihrer Funktionärin verwarnt, da sie eigentlich mit Xander gepaart worden ist und eine Beziehung zu einer Aberration oder gar einer Anomalie streng verboten ist.
Die beiden treffen sich jedoch weiter. Kurze Zeit darauf wird Ky frühmorgens von Funktionären und Polizisten abgeholt und fortgebracht. Da seine Adoptivmutter und Tante laut zu schreien anfingen, wurden auch die anderen Einwohner wach. Cassia versucht verzweifelt, zu Ky zu gelangen. In den letzten Sekunden kann sie ihm noch mitteilen, dass sie ihn suchen wird. Daraufhin werden er und auch seine Adoptiveltern fortgebracht. Alle, die das Geschehen mitbekommen haben, müssen eine rote Tablette schlucken. Sie bewirkt, dass sie vergessen, was in den letzten 12 Stunden passiert ist. Cassia nimmt die Tablette nicht und bei Xander wirkt sie nicht, sodass sie beide sich an alles erinnern können, was in der letzten Zeit vorgefallen ist. Am nächsten Tag erhält Cassias Familie die Nachricht, dass sie umgesiedelt werden. Auch wenn ihre Eltern sich nicht an die Geschehnisse erinnern, ermöglichen sie Cassia nach dem Umzug einen Arbeitseinsatz in einer Gegend, wo Ky sich eventuell aufhalten könnte.

### Die Welt
Die Geschichte spielt in einer Gesellschaft in der Zukunft, in der Krankheit, Armut und Ähnliches nicht mehr existieren. Den für einen selbst idealen Ehepartner bekommt man vom System im Jahr seines 17. Geburtstags zugewiesen. Diese Person wird man mit 21 Jahren heiraten und sein ganzes Leben mit ihr zusammenbleiben. Kinder dürfen höchstens bis zum 31. Lebensjahr der Eltern geboren werden. Man kann sich vorher entschließen Single zu bleiben, diese Entscheidung ist jedoch irreversibel. Auch alle anderen Dinge, wie Kleidung, Wohnort und Nahrung bekommen die Menschen zugewiesen. Es wird überall der optimale Wert für den Einzelnen berechnet.
In der Gesellschaft sind Kulturgüter verboten. Es wurden nur 100 Werke jeder Gattung von einer Kommission ausgewählt: 100 Gemälde, 100 Lieder, 100 Gedichte etc. Zudem darf jeder Mensch ein „Artefakt“ besitzen, das meistens von den vorherigen Generationen der Familie weitergegeben wurde. Später entschließt sich die Regierung jedoch zum Verbot der Artefakte, da diese die Ungleichheit zwischen den Menschen verstärken würden.
Jeder Mensch muss immer drei Tabletten bei sich tragen. Eine grüne, die zur Beruhigung dient; eine blaue, die zum Überleben notwendige Nährstoffe für einige Tage enthalten soll, so dass der Träger überleben kann, sollte er Zugriff auf Wasser haben (später stellt sich heraus, dass die blaue Tablette in Wirklichkeit lähmt und zum Tod führt); sowie eine rote Tablette, welche die Personen die letzten 12 Stunden vergessen lässt (einige Menschen der Gesellschaft sind allerdings immun gegen die Wirkung). Die Tabletten für Kinder werden zunächst von deren Eltern aufbewahrt und schließlich Stück für Stück an das Kind übergeben (die grüne Tablette zuerst, die rote als letzte am 16. Geburtstag).
An ihrem 80. Geburtstag sterben alle Menschen der Gesellschaft im Beisein ihrer Familie. Dies geschieht durch ein besonderes Gift, welches in die letzte Mahlzeit gemischt wird, was zudem eine der Gründe ist, wieso die Gesellschaft den Leuten verbietet, untereinander Essen zu teilen.
Alle Personen, die gegen die Regeln der Gesellschaft verstoßen, werden zunächst als Aberrationen und dann als Anomalien klassifiziert und bei Letzterem verstoßen. Ihre Kinder und Enkel sind meist mindestens auch als Aberrationen klassifiziert. Diese dürfen normal arbeiten und leben oft unerkannt unter den anderen Menschen, dürfen aber nicht an der Paarung teilnehmen und bekommen schlechtere und härtere Jobs. Zudem sind ihnen auch andere Bürgerrechte nicht vergönnt, so dürfen sie ihre Tabletten nicht selber tragen und dürfen auch keine Artefakte besitzen.

## Rezeption
Die Walt Disney Company erwarb die Filmrechte und vergab die Übersetzungsrechte an 30 Länder. Im Februar 2011 hatte der Roman Platz 9 in der Liste Children's Chapter Books der New York Times Bestseller erreicht.
In Österreich wurde Die Auswahl 2011 mit dem Jugendbuchpreis der Jury der jungen Leser ausgezeichnet.

## Auszeichnungen
- 2011: Jugendbuchpreis der Jury der jungen Leser (Altersgruppe 15/16 Jahre)